# Niels Aagaard
Niels Lauridsen Aagaard (* 1612 in Viborg (Jütland); † 22. Januar 1657) war ein dänischer Schriftsteller und Gelehrter.

## Leben
Die Brüder Niels und Christen waren Söhne des in Viborg tätigen Predigers Laurids Jensen Aagaard († 1628) und der Maren Andersdatter Schytte († nach 1657). Niels Aagaard studierte an der Universität Kopenhagen, wurde 1634 Baccalaureus und bereiste zur Erweiterung seiner Kenntnisse von 1637 bis 1640 die wichtigsten europäischen Staaten. Dabei besuchte er u. a. die Universitäten Franeker, Leiden,  Oxford und Cambridge. Als er nach Dänemark zurückkehrte, erlangte er 1641 den Magistergrad und wirkte von 1641 bis 1645 als Rektor von Herlufsholm. 1645 wurde er Pfarrer in Faxe auf der dänischen Insel Seeland und heiratete die verwitwete Barbara Pedersdatter († 1654). Seit 1647 war er Professor der Beredsamkeit und seit 1650 auch Bibliothekar an der Akademie in Sorø. Er starb am 22. Januar 1657 im Alter von 45 Jahren.
Niels Aagaard schrieb zahlreiche lateinische und griechische Gedichte sowie in Latein kritische und philologische kleinere Schriften, u. a. über Tacitus, Ammianus Marcellinus und den Stil des Neuen Testaments. Außerdem verfasste er die politische Schrift De Optima regendae reipublicae forma (Sorø 1653), eine panegyrische Rede auf den dänischen König Christian IV. und eine Abhandlung über den Buchstaben Digamma (Sorø 1655).

## Werke
- Animadversiones in Ammianum Marcellinum contra Boxhorn (Sorø 1654)
- De optimo genere oratorum
- De stylo Novi Testamenti
- De usu Syllogismi in theologia
- Prolusiones in Cornelium Tacitum (Sorø 1655)
- De ignibus subterraneis
- De nido phoenicis